# Mustasaari (ö i Finland, Mellersta Finland, Jämsä, lat 61,62, long 24,89)
Mustasaari är en ö i Finland. Den ligger i sjön Pukarajärvi och i kommunen Kuhmois i landskapet Mellersta Finland, i den södra delen av landet, 160 km norr om huvudstaden Helsingfors. Öns area är 4,2 hektar och dess största längd är 320 meter i nord-sydlig riktning.